# České Budějovice
České Budějovice [ˈt͡ʃɛskɛː ˈbuɟɛjovɪt͡sɛ] (en allemand : Budweis ou Böhmisch-Budweis, littéralement « Budweis de Bohême ») est une ville de la Tchéquie, la capitale de la région de Bohême-du-Sud et le chef-lieu du district de České Budějovice. Fondée en 1265 par le roi Přemysl Otakar II, c'est un centre industriel qui compte 97 231 habitants en 2025.
La ville est mondialement connue pour la bière Budweiser ; elle est également le siège de l'université de Bohême du Sud et du diocèse de České Budějovice.

## Géographie
České Budějovice est arrosée par la Vltava et se trouve dans le sud de la Bohême, à 117 km au sud-est de Plzeň et à 123 km au sud de Prague.

## Histoire
La ville de České Budějovice commence son développement au XIIIe siècle au confluent des rivières Vltava et Malše. Elle est formellement fondée en 1265 par Hirzo, un chevalier vassal de Přemysl Otakar qui songe à étayer son influence sur la marche sud de son royaume et vise à contrer l'influence des puissants seigneurs de Rosenberg (Rožmberk).
Dès 1277, la ville soutient son premier siège de la part des puissants Rožmberk. À la surprise générale, la ville dont les murailles ne sont pas encore achevées résiste et sort victorieuse. En 1308, c'est au tour d'Albert de Habsbourg d'être repoussé aux pieds des murs de Budějovice.
Durant les guerres hussites, la ville se range aux côtés des Rožmberk pour soutenir le combat de l'empereur Sigismond contre l'hérésie tchèque, ce qui fait que le commerce de la ville se réoriente vers l'Autriche au sud ainsi que ses allégeances politiques : en 1468, elle reconnaît comme suzerain Mathias Corvin.

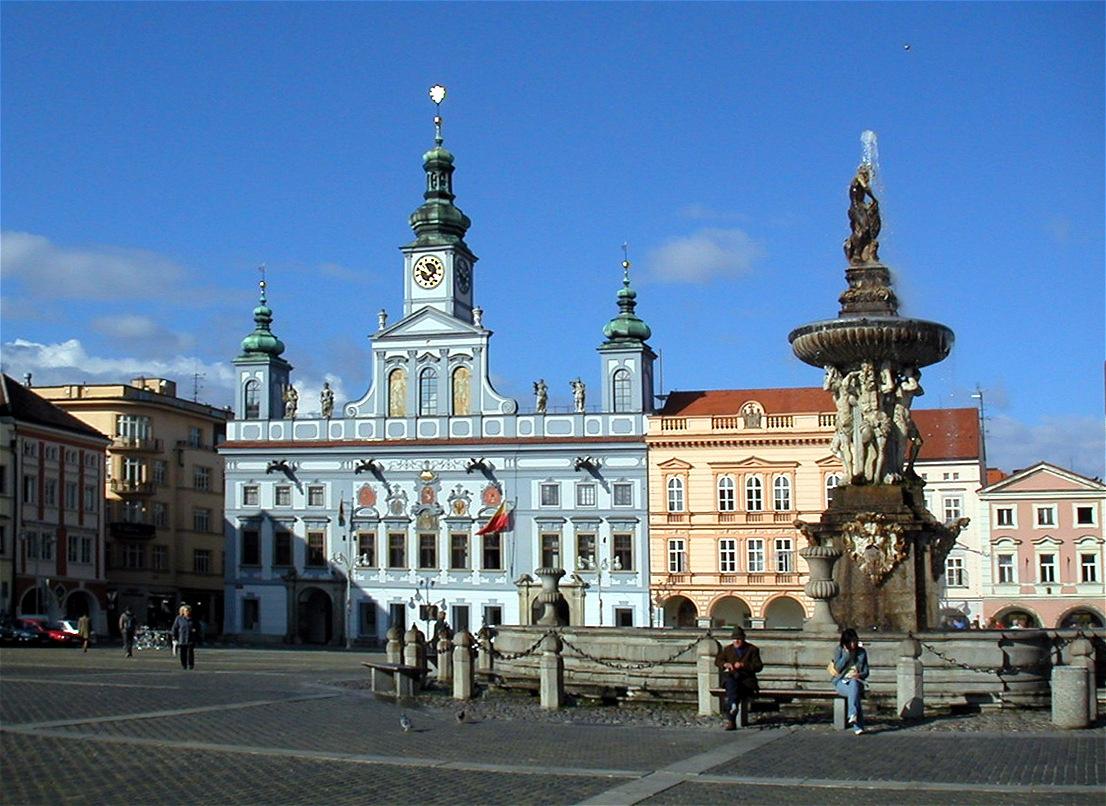
Hôtel de ville et fontaine de Samson.
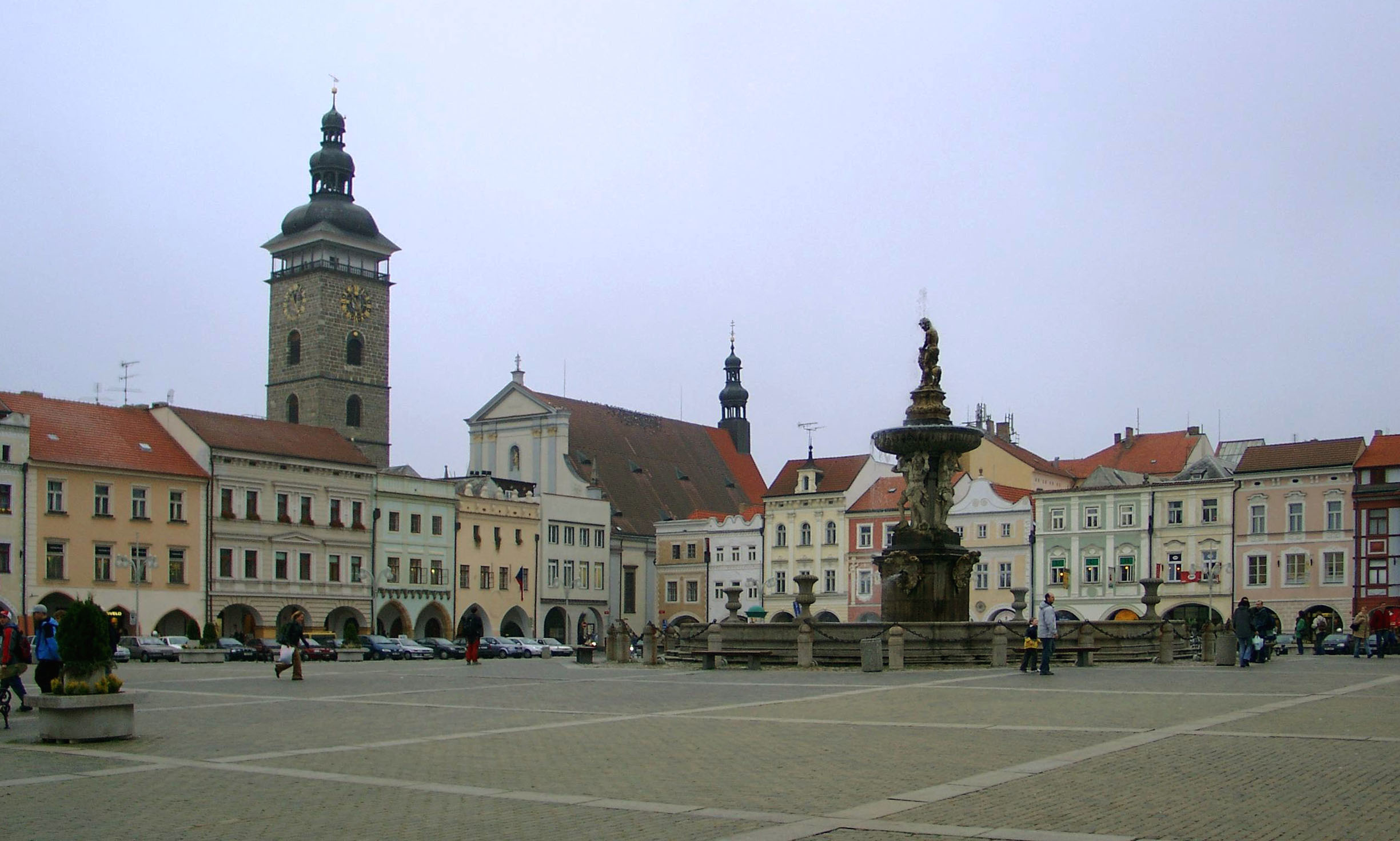
Place Přemysl Otakar et beffroi de la ville.

Pendant la Renaissance, la ville connaît un développement sans précédent (en raison de la présence de mines d’argent, du commerce du sel, du drap, de poissons et des bénéfices du brassage de la bière). Mais au XVIIe siècle, elle affronte à nouveau des temps moins cléments avec les débuts de la guerre de Trente Ans. En 1611, elle sert de base aux Pasovecs, lors de la fronde parlementaire tchèque, puis prend fait et cause pour les Habsbourg, ce qui lui vaut d'être assiégée par Heinrich Matthias von Thurn qui n’arrive cependant pas à la conquérir. En 1618, ce sont les armées impériales de Charles-Bonaventure de Buquoy qui entrent dans la ville mais sont repoussées par l’armée parlementaire tchèque. Affaiblis par ces luttes, les habitants de la ville succombent en masse durant l’hiver 1618-1619 à une épidémie de peste. Au printemps 1619, Buquoy défait les armées parlementaires tchèques lors de la bataille de Záblatí, ce qui a pour effet de stabiliser la situation en Bohême du Sud. La ville profite de la situation pour convaincre Buquoy d’attaquer Rudolfov, sa vieille rivale et concurrente qui avait par ailleurs soutenu les protestants. Ce n’est pas un but prioritaire pour le maréchal impérial, mais une solde versée en or le convainc et la ville de Rudolfov est rasée. Le reste de la guerre de Trente Ans épargne la ville et lui est même bénéfique puisque certaines administrations impériales y sont transférées depuis Prague, en particulier la garde des très symboliques joyaux de la Couronne tchèque.
Au XVIIIe siècle, Budweis est au centre des combats de la première (1740–1742) et de la deuxième (1744–1745) guerres de Succession d'Autriche. Elle est successivement occupée par Charles-Albert de Saxe, par les armées autrichiennes, puis françaises et enfin prussiennes.
Construite entre 1825 et 1832, la deuxième voie ferrée de l'Europe continentale relie la ville à Linz au moyen d’un chemin de fer hippomobile.
Jusqu'en 1918, la ville faisait partie de la monarchie autrichienne (empire d'Autriche), puis Autriche-Hongrie (Cisleithanie après le compromis de 1867), district de Budweis, un des 94 Bezirkshauptmannschaften en Bohême.
Au début du XIXe siècle, elle bénéficie du transfert des administrations régionales depuis Písek et Tábor et la ville de 9 000 habitants devient un centre régional d’importance en particulier grâce au chemin de fer. Avec la déclaration de la République Tchécoslovaque faisant suite au traité de Saint-Germain-en-Laye, la ville perd son nom allemand (Budweis) et acquiert son appellation tchèque actuelle. En décembre 1918, la nouvelle patrie libérée trouve en la personnalité de Tomáš Garrigue Masaryk, son premier président. Elle est à nouveau débaptisée avec l’occupation par la Wehrmacht (le 15 mars 1939) et l’instauration du protectorat qui dissout le conseil municipal tchèque pour y nommer des Allemands. En mars 1945, la ville subit deux bombardements alliés qui causent des destructions massives et des pertes civiles. Le 10 mai de la même année, les troupes allemandes quittent la ville sans combattre et la laissent aux mains des troupes soviétiques du deuxième front ukrainien (général Rodion Malinovski) ; lesquelles font leur jonction avec les troupes américaines.
À la suite des décrets Beneš, la ville perd 7 500 habitants allemands soit 16 % de sa population.
En 1962, une mine d'uranium non loin de cette ville provoque la mort de 80 % du bétail par leucémies et difformités.

## Population
Recensements (*) ou estimations de la population :
| 1869*  | 1880*  | 1890*  | 1900*  | 1910*  | 1921*  |
| ------ | ------ | ------ | ------ | ------ | ------ |
| 19 232 | 26 039 | 32 134 | 45 524 | 54 786 | 57 557 |

| 1930*  | 1950*  | 1961*  | 1970*  | 1980*  | 1991*  |
| ------ | ------ | ------ | ------ | ------ | ------ |
| 59 079 | 55 709 | 64 661 | 76 699 | 88 448 | 97 243 |

| 2001*  | 2011*  | 2016   | 2017   | 2018   | 2019   |
| ------ | ------ | ------ | ------ | ------ | ------ |
| 97 339 | 93 715 | 93 513 | 93 470 | 93 863 | 94 014 |

| 2020   | 2021*  | 2022   | 2023   | 2024   | 2025   |
| ------ | ------ | ------ | ------ | ------ | ------ |
| 94 463 | 95 664 | 93 426 | 96 417 | 97 377 | 97 231 |

## Économie
La ville est le siège d'une importante brasserie, Budweiser qui exporte dans le monde entier et tient tête au géant américain de l'agro-alimentaire, Anheuser-Busch qui commercialise une bière différente du même nom. Ce différend est le plus ancien conflit commercial[réf. nécessaire] encore irrésolu à ce jour.

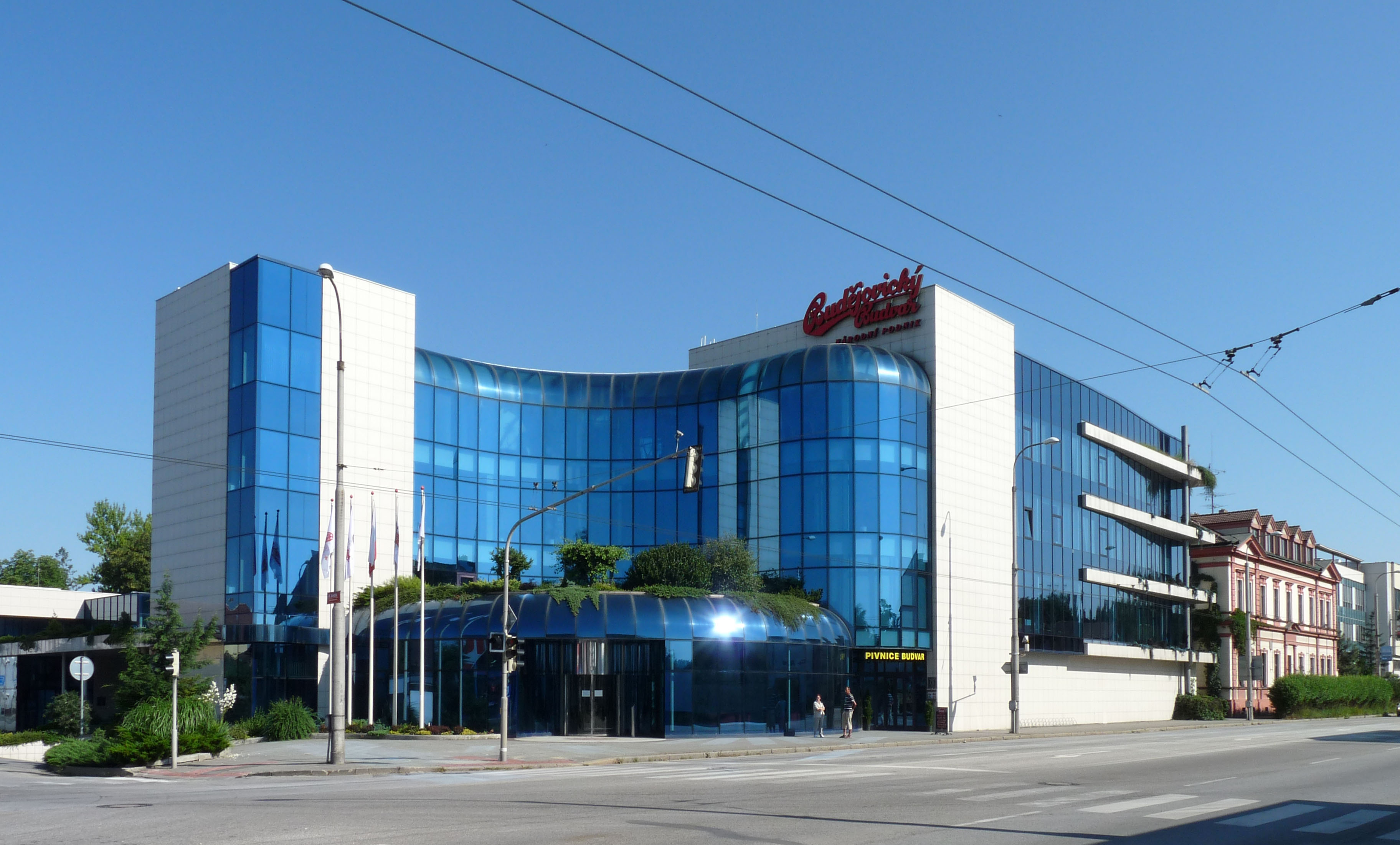
Budějovický Budvar : siège.
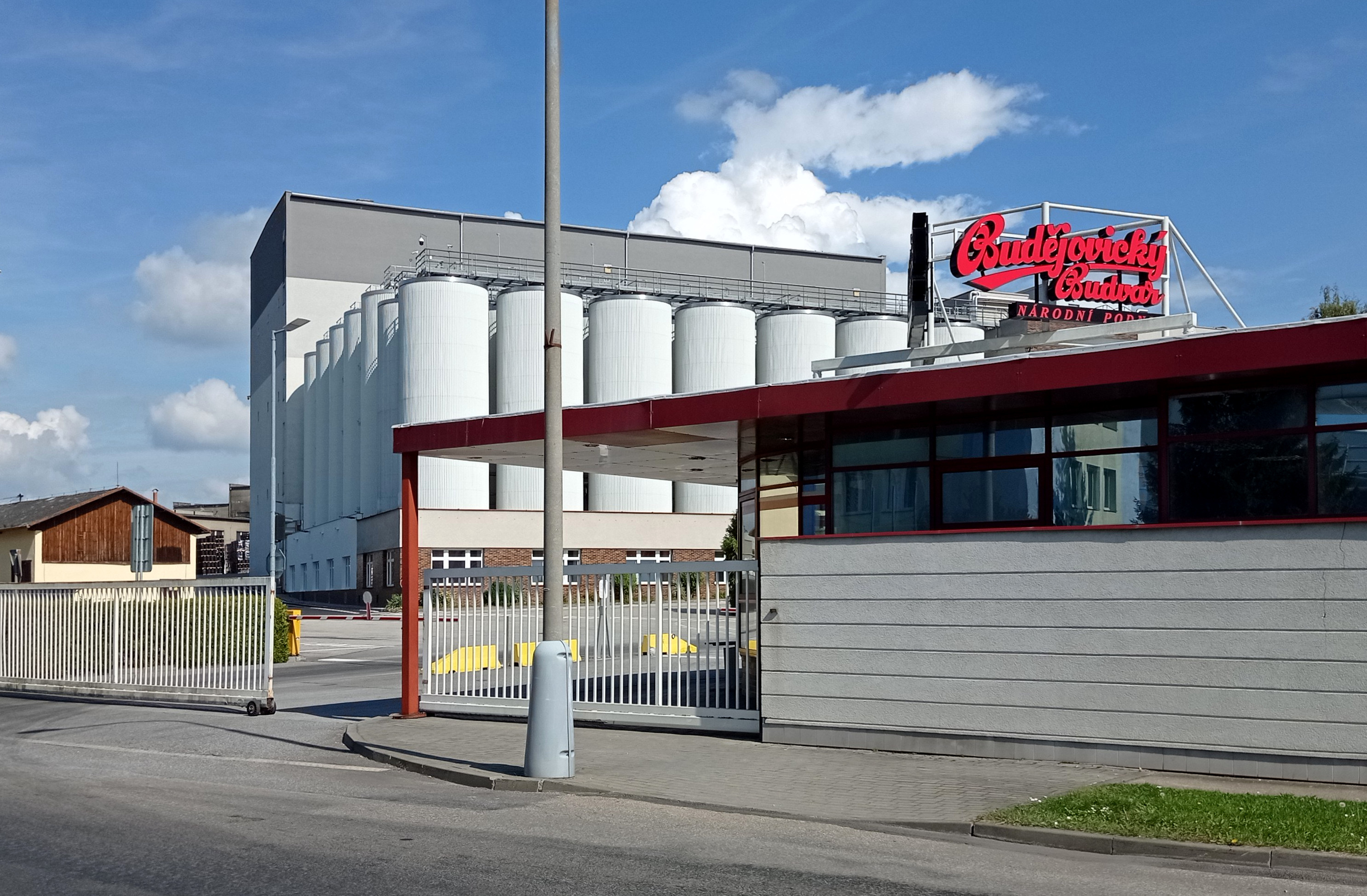
Brasserie Budějovický Budvar.

Le fabricant de crayons de papier Koh-i-Noor Hardtmuth a aussi son siège dans la ville ainsi que des unités de productions.

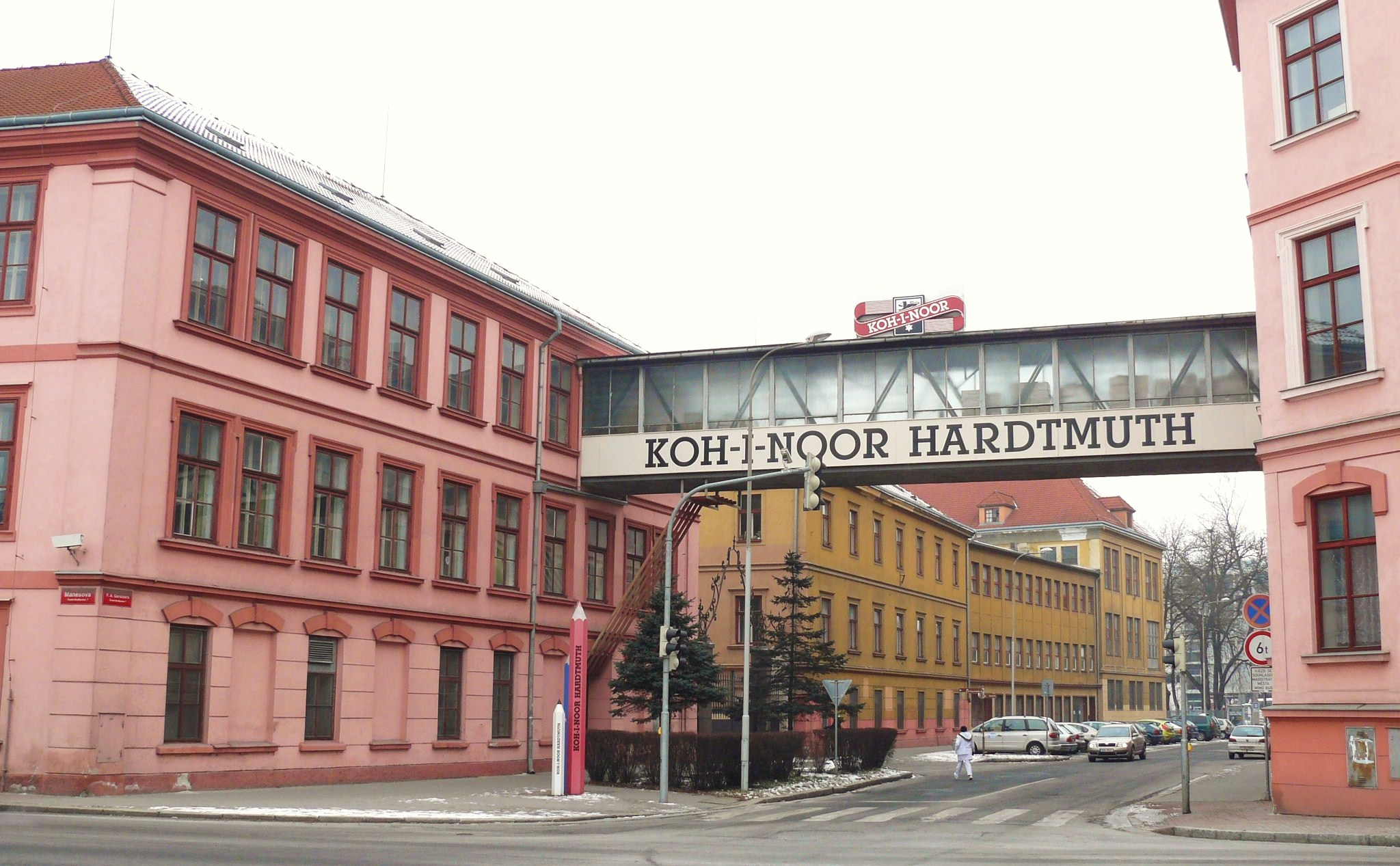
Usine Koh i noor de Budejovice.
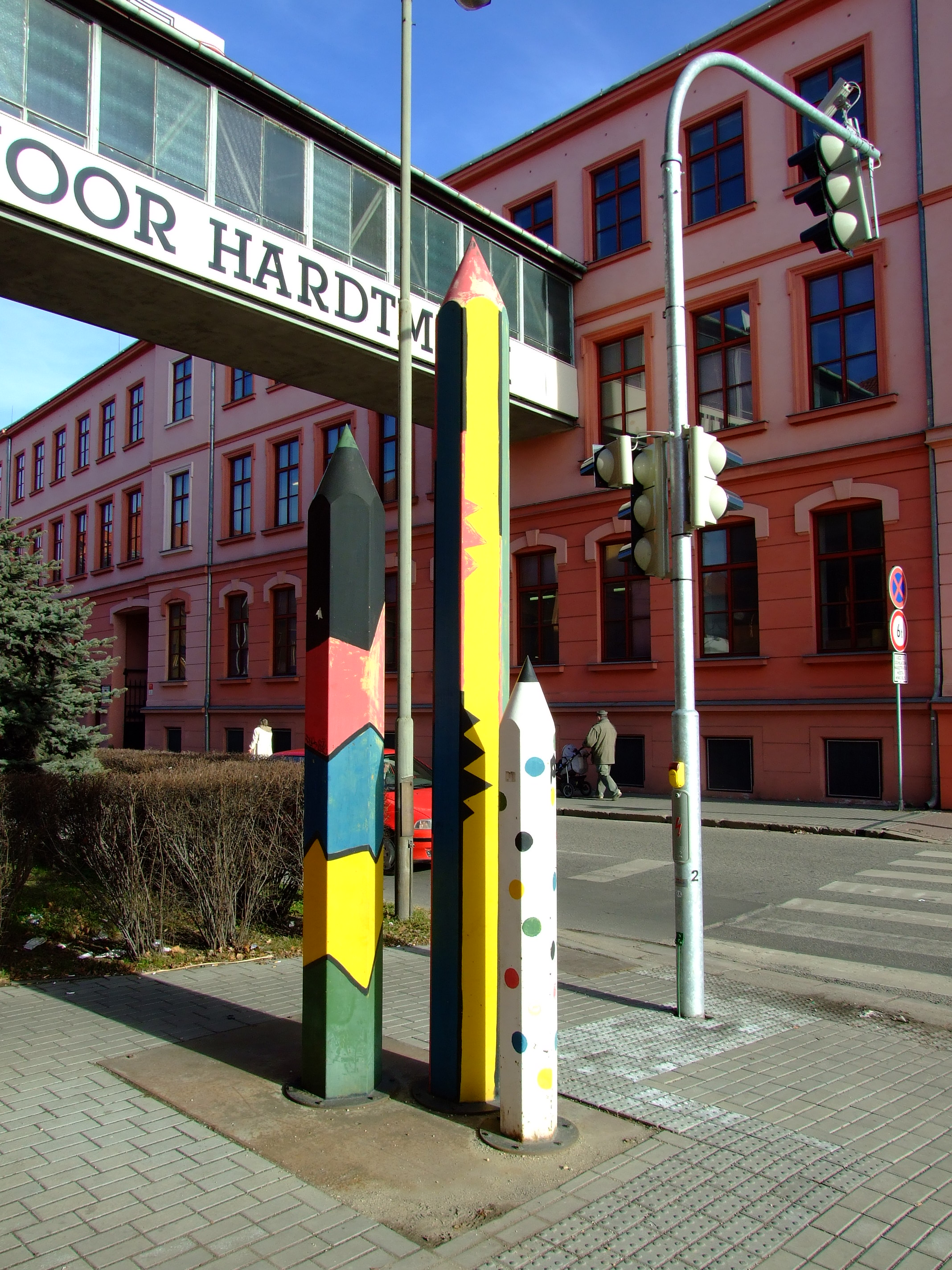
Koh i noor, rue F. A. Gerstnera.

## Éducation
L'Université de Bohême du Sud y a été fondée en 1991. Elle abrite une faculté d'agronomie, de biologie, d'économie et de pédagogie.
La ville est dotée, depuis 2004, d’une Alliance française, l’Alliance française de Bohême du Sud – České Budějovice.

## Patrimoine
La vieille ville, avec son plan quadrillé autour d'une place centrale, typique des bastides médiévales, a conservé des monuments médiévaux, Renaissance et baroque, parmi lesquels :
- la place Přemysl Otakar II nommée en l'honneur du fondateur de la ville
- l'hôtel de ville, ses fresques et ses gargouilles de bronze
- la Cathédrale Saint-Nicolas, de style baroque
- le beffroi Černá věž ou « Tour noire »
- la tour Rabensteiner, porte de ville médiévale
- la fontaine de Samson de style baroque
- la gare datant de la belle époque (1908) dans le Sezessionsstil autrichien
- le musée de Bohême du Sud
- le musée Koněspřežky retraçant la construction de la ligne de chemin de fer Budweis-Linz

Dans les environs, on visitera à Trocnov les ruines du château du héros national tchèque Jan Žižka, le château néo-gothique des princes Schwarzenberg à Hluboká nad Vltavou, la splendide église du village de Hosin et, un peu plus éloignée la petite ville de Český Krumlov, classée au patrimoine mondial par l'Unesco.

### Curiosités
Jusqu'en 2017, Joseph Staline (décédé en 1953) faisait partie de la liste des citoyens d'honneur de České Budějovice. Le 15 mai 2017, lui et Klement Gottwald furent privés de ce titre par la municipalité.
Un carnaval annuel a été rétabli. Un musée des masques existe à Milevsko.

## Transports
Par la route, České Budějovice se trouve à 52 km de Jindřichův Hradec, à 62 km de Tábor,à 95 km de Linz, à 135 km de Plzeň et à 152 km de Prague.

## Personnalités
- Adalbert Gyrowetz (1763-1850), compositeur
- Budny Szymon, humaniste, pédagogue, réformateur de l'Église, philosophe, sociologue et historien
- Ester Krumbachova (1923-1997), costumière, scénariste et réalisatrice ayant pris part à la nouvelle vague du cinéma tchécoslovaque
- František Moravec (né en 1939), parasitologiste
- Josef Melichar (né en 1979), joueur de hockey sur glace professionnel
- John Neumann (1811-1860), saint catholique
- Václav « Vinny » Prospal (né en 1975), joueur de hockey sur glace professionnel
- Vladimír Remek (né en 1948), premier cosmonaute tchécoslovaque
- Karel Roden (né en 1962), acteur
- Jana Tichá (née en 1965), astronome et directrice de l'Observatoire et du planétarium à České Budějovice, présidente de la Commission pour la nomenclature des planétoïdes et des comètes de l'Union astronomique internationale
- Jindřich Veselý (1885-1939), marionnettiste.
- Veronika Zemanová (née en 1975), actrice et modèle érotique

## Jumelages
La ville de České Budějovice est jumelée avec :
- Suhl (Allemagne) depuis 1979
- Linz (Autriche) depuis 1987
- Passau (Allemagne) depuis 1993
- Lorient (France) depuis le 13 juin 1997
- Nitra (Slovaquie) depuis 1997